# Hockey'n'Roll
Hockey'n'Roll är en samling med blandade artister som utkom på grammofonskiva och kassettband inför VM i ishockey 1989, som spelades i Sverige. Bara spår 1,2 och 9 har dock ishockeytema.

## Låtlista
1. VM-fanfar 89 - Peter Grönvall
2. Nu tar vi dom - Håkan Södergren & Hockeylandslaget
3. The Look - Roxette
4. Open Your Heart - Europe
5. Robert and Marie - Lili & Susie
6. Heart to Heart - Uffe Persson
7. Vara vänner - Jakob Hellman
8. Vin av frihet - Louise Hoffsten
9. Här kommer grabbarna - Lotta Engberg
10. Dansar i månens sken - Suzzies orkester
11. Running Against the Wind - Tone Norum
12. Turn it Up - Tommy Nilsson
13. Ingen kan älska som vi - Grace
14. Take it or Leave it - Lena Philipsson
15. En frusen bild - Mikael Rickfors